# 白波瀬ミキ
白波瀬 ミキ（しらはせ みき、1992年1月31日 - ）は、日本のモデル、作詞家である。京都府出身、AB型。愛称はミキティ。

## ディスコグラフィ
- 吉木りさ/「A Risa In Wonderland」
- TEAM H/「What is your name」
- チャン・グンソク/「love is black hole」
- 小野恵令奈/「STARRY SKY」/「素直」
- INFINITE/「僕という人」
- アイドリング!!!/「いきまっしょ ワッショイ!!!」
- アイドルカレッジ「Immoral」
- 夢色ほっぺちゃんズ（サン宝石）/「ぷにぷにマイベストフレンド」

### その他
- 工藤真由/「chocolate love」
- DP1/「アイドルNO.1」/「love me baby」/「sweet land」
- DIO/「Peace sign」/「Red rose」/「ride on me」

また職業作詞家として遊技機やゲームミュージック等も多数手掛けている。